# Theodor Madsen (författare)
Hans Theodor Madsen, född den 14 januari 1858 i Bergen, död 1935, var en norsk författare.
Madsen var vid sidan av Amalie Skram den mest svårböjlige naturalisten i norsk samtidslitteratur. Hans författarskap - tre romaner (däribland främst Under kundskapens træ) och två skådespel, ala präglades av en dyster underton - faller huvudsakligen inom 1890-talet och har sin styrka främst genom sin individanalys och sina miljöskildringar.